# Knut Schmidt-Nielsen
Knut Schmidt-Nielsen (ur. 24 września 1915 w Trondheim, zm. 25 stycznia 2007 w Durham) – amerykański fizjolog pochodzenia norweskiego, profesor Uniwersytetu Duke'a, laureat wielu prestiżowych nagród, m.in. Międzynarodowej Nagrody z dziedziny Biologii.
Studiował w Stanach Zjednoczonych na Uniwersytecie Stanfordzkim i na University of Cincinnati Academic Health Center. W znaczącym stopniu przyczynił się do rozwoju ekofizjologii i fizjologii porównawczej zwierząt. Opublikował ponad 275 prac naukowych i kilka książek, m.in.:
- Fizjologia zwierząt – adaptacja do środowiska (znany podręcznik akademicki, wiele wydań) ISBN 978-83-01-15349-6
- Dlaczego tak ważne są rozmiary zwierząt. Skalowanie ISBN 978-83-01-11313-1